# Valirijski jeziki
 Valirijski jeziki so izmišljena jezikovna družina iz zbirke fantazijskih romanov Georga R.R. Martina z naslovom Pesem ledu in ognja (A Song of Ice and Fire), in iz njihove televizijske priredbe Igra prestolov (Game of Thrones). 
V romanih so valirijski jeziki pogosto omenjeni, vendar več kot nekaj besed o njih ne izvemo. Za TV-serijo je ustvarjalec jezikov David J. Peterson ustvaril jezik visoko valirijščino ter jezike izpeljane iz nje — astaporijsko valirijščino in meereensko valirijščino — na podlagi fragmentov, podanih v romanih. Valirijščina in Dothraki sta bila opisana kot "najbolj prepričljiva izmišljena jezika vse od vilinskih jezikov".

## Visoka valirijščina
Nyke Daenerys Jelmāzmo hen Targārio Lentrot, hen Valyrio Uēpo ānogār iksan. Valyrio muño ēngos ñuhys issa. "Jaz sem Daenerys Viharnorojena iz hiše Targarijcev, krvi Stare Valirije. Valirijščina je moj materni jezik."

— Igra prestolov, sezona 3, epizoda 4
 V svetu Pesmi ledu in ognja visoka valirijščina zaseda kulturno nišo, podobno latinščini v srednjeveški Evropi. V romanih je opisano, da se visoka valirijščina ne uporablja več kot jezik vsakdanje komunikacije, temveč kot jezik učenja in izobraževanja med plemstvom Esosa in Westerosa, z veliko literature in pesmi napisanih v njej. 

### Stvaritev
Za stvaritev jezikov Dothraki in valirijščine, ki se govorijo v Igri prestolov, je televizijska hiša HBO izbrala ustvarjalca jezikov Davida J. Petersona s pomočjo natečaja med ustvarjalci umetnih jezikov. Producenti so Petersonu v veliki meri dali svobodne roke pri razvoju jezikov, saj po besedah Petersona sam George R.R. Martin ni bil preveč zainteresiran za jezikovni vidik svojih del. Že objavljeni romani so vključevali le nekaj besed visoke valirijščine, med njimi valar morghulis ("vsi možje morajo umreti"), valar dohaeris ("vsi možje morajo služiti") in dracarys ("zmajev ogenj"). 
Peterson je komentiral, da se mu zdi Martinova izbira besede dracarys neposrečena zaradi njene (domnevno načrtovane) podobnosti z latinsko besedo za zmaja, draco. Ker latinski jezik v izmišljenem svetu Pesmi o ledu in ognju ne obstaja, se je Peterson odločil, da bo podobnost obravnaval kot naključno in dracarys naredil kot neodvisen leksem. Njegov izraz visoke valirijščine za zmaja je zaldrīzes. Po drugi strani pa sta stavka valar morghulis in valar dohaeris postala temelja spregatvenega sistema jezika.
Peterson takrat ni ustvaril pisave za visoko valirijščino, je pa komentiral, da je razmišljal o nečem podobnem egipčanskemu sistemu hieroglifov — ne nujno v slogu, pač pa v njihovi funkcionalnosti. V epizodi tretje sezone "Medved in dekliški sejem" vidimo Taliso, da piše valirijsko pismo v latinici, saj se Petersonu ni zdelo smiselno ustvariti celotnega sistema pisanja le za ta prizor.
V začetku junija 2013 je obstajalo 667 besed visoke valirijščine.

### Fonologija
Samoglasniki, ki imajo zgoraj makron (ī, ȳ, ū, ē, ō in ā) so dolgi; trajajo dvakrat dlje kot kratki samoglasniki. Nekatere besede se v visoki valirijščini razlikujejo med seboj le po dolžini samoglasnikov. 
Naglas besed je večinoma na predzadnjem zlogu.

### Slovnica
Ker je v visoki valirijščini močno prisotno pregibanje besed, je besedni red zelo prožen (to ne velja za jezike izpeljane iz nje). Kljub temu je vrstni red stavčnih členov večinoma osebek – predmet – povedek. Pridevniki so običajno pred samostalniki, ni pa to nujno. Glagoli se ujemajo z osebkom v osebi in številu (imajo različne končnice), zato se osebni zaimek v osebku praviloma lahko izpusti, razen če ga želimo posebej poudariti.

#### Samostalniki
Obstajajo štiri slovnična števila v visoki valirijščini — ednina, množina, število za nekaj primerkov (pavkal) in kolektivno število. Na primer, vala "moški" (im. ed.); vali "moški" (im. mn.); valun "nekaj moških" (im. pavkal); valar "vsi moški" (im. kolektivno). Kolektiven samostalnik lahko sam postane osnova za novo pregibanje po številu, na primer:
azantys "vitez, vojak" (im. ed.) → azantyr "vojska" (im. kolektivno);
azantyr "vojska" (im. ed.) → azantyri "vojske" (im. mn.).
Samostalniki imajo osem sklonov: imenovalnik, tožilnik, rodilnik, dajalnik, mestnik, orodnik, komitativ in zvalnik. Se pa orodnik in komitativ ne razlikujeta v vseh sklanjatvah, niti se rodilnik, dajalnik in mestnik ne razlikujejo vedno v množini. Dodatne besede se uporabljajo za oblikovanje drugih sklonov; na primer, ablativ (ločilnik) je tvorjen s predlogom hen + mestnikom (npr. hen lentot, "iz hiše"), medtem ko je superesiv tvorjen s postavo bē, ki sledi rodilniku (npr. lento bē, "na vrhu hiše").
V visoki valirijščini obstajajo štirje slovnični spoli, ki pa se ne ujemajo z biološkim spolom. Valirijska imena slovničnih spolov so:
hūrenkon qogror — "lunarni razred",
vēzenkon qogror — "sončni razred",
tegōñor qogror — "kopenski razred",
embōñor qogror — "vodni razred".
Imena razredov izhajajo iz samostalnikov, ki so prototipični pripadniki vsakega spola: hūra "luna", vēzos "sonce", tegon "zemlja, tla", embar "morje, ocean".

#### Glagoli
Samostalniki imajo štiri slovnična števila, glagolske spregatve pa so opisane le v ednini in množini; samostalnik v pavkalu sproži množinsko ujemanje glagola, kolektivni samostalnik pa sproži edninsko ujemanje glagola.

#### Pridevniki
Tako kot glagoli imajo tudi pridevniki le dve slovnični števili: ednino, ki se uporablja tudi pri kolektivnih samostalnikih, in množino, ki se uporablja tudi pri pavkalnih samostalnikih. Pridevniki imajo tri sklanjatvene razrede: pridevniki iz prvega razreda se sklanjajo različno zraven vsakega od štirih samostalniških slovničnih spolov; pridevniki iz ostalih dveh razredov pri sklanjanju ne razlikujejo med samostalniki iz sončnega in lunarnega razreda, ter med samostalniki iz kopenskega in vodnega razreda.

### Primeri
| Visoka valirijščina | Slovenščina        |
| ------------------- | ------------------ |
| rytsas              | zdravo, živjo      |
| kostilus            | prosim             |
| kirimvose           | hvala              |
| arlī                | spet, še enkrat    |
| se                  | in                 |
| geros ilas          | nasvidenje, zbogom |
| riña                | deklica            |
| kēlio               | lev                |
| rȳbagon             | slišati            |
| issa / kessa        | da                 |
| daor                | ne                 |

Issa in kessa sta dve obliki nepravilnega glagola sagon "biti", ki se lahko uporabljata kot "da" oziroma "(tako) je"; kessa je prihodnjik — "(tako) bo".
Riña iksan.
Deklica sem.
Zaldrīzes dohaeriros iksos daor.
Zmaj ni suženj.
Azantys kēlio rȳbas.
Vitez sliši leva.

### Tečaj na Duolingu
31. oktobra 2016 so v jezikovnem inkubatorju Duolinga, brezplačne aplikacije za učenje tujih jezikov, začeli ustvarjati tečaj visoke valirijščine v angleškem jeziku. David J. Peterson je eden izmed tistih, ki so prispevali k tečaju. Beta različica je bila objavljena 12. julija 2017. Aprila 2019 je bil tečaj posodobljen v pričakovanju osme in zadnje sezone Igre prestolov. Kot del te posodobitve je Peterson za tečaj posnel govorjene besede.

## Izvedeni jeziki

#### Astaporijska valirijščina
Si kizy vasko v’uvar ez zya gundja yn hilas. "In to zato, ker so mi všeč obline njene riti."

— Astaporijska valirijščina, Igra prestolov, sezona 3, epizoda 3
 Prvi izpeljani valirijski jezik, ki je bil predstavljen v seriji, je bila astaporijska valirijščina, iz mesta Astapor. Pojavila se je v prvi epizodi tretje sezone "Valar Dohaeris". Peterson je ustvaril dialog v tem jeziku tako, da je besedilo najprej napisal v visoki valirijščini, nato pa uporabil vrsto slovničnih in zvočnih sprememb, da bi tako simuliral spremembe naravnega jezika v daljšem časovnem obdobju.
Na primer, astaporijska valirijščina je izgubila vse dolge samoglasnike (označene z makronom) in večino dvoglasnikov. Med dvema samoglasnikoma so [b, d, g] postali [v, ð, ɣ], pozneje pa so [p, t, k] v istem okolju postali [b, d, g]. Kot rezultat je beseda Dovaogēdy [do.vao.ˈɡeː.dy] v visoki valirijščini, postala Dovoghedhy [do.vo.ˈɣe.ði] v astaporijski. Astaporijska valirijščina je tudi izgubila sklone, zato je besedni vrstni red večinoma osebek — povedek — predmet, štirje slovnični spoli visoke valirijščine pa so bili skrčeni na dva. Pojavili so se trije določeni členi: 
ji [ˈʒi] za živa bitja v ednini, ki izvira iz besede visoke valirijščine zir [ˈzi.ry] "njega/njo (tožilnik)";
vi [ˈvi] za nežive stvari v ednini, izpeljan iz ūī [ˈuː.iː] "ono (tožilnik)"; in
po [ˈpo] za samostalnike v množini, izpeljan iz pōnte [ˈpoːn.te] "njih (tožilnik)".
Obstaja tudi nedoločen člen, me [ˈme], ki izvira iz mēre [ˈmeː.re] ("ena").
Naglas besed je manj predvidljiv kot v visoki valirijščini, ukazi pa so naglašeni na koncu besede (na primer: ivetrá).

#### Meereenska valirijščina
Ev shka moz avrelya fej wal thosh? Pa wal yel wazghesh shing pa nesh esh yelwa mish she yel lerch ej rovnya sha nofel?"Želite piti vino s temi možmi? Možmi, ki so nas iztrgali iz rok naših mater, in nas prodali na dražbi, kot govedo?"

— Meereenska valirijščina, Igra prestolov, sezona 6, epizoda 4.
 Meereenska valirijščina se pojavi v četrti in šesti sezoni Igre prestolov. Tako kot astaporijski valirijščini ji manjkajo dolgi samoglasniki in tudi glas /y/. Vendar se njena fonologija precej bolj oddaljuje od visoke valirijščine; na primer, beseda visoke valirijščine Dovaogēdy [do.vao.ˈɡeː.dy], je v astaporijski valirijščini Dovoghedhy [do.vo.ˈɣe.ði], v meereenski valirijščini pa Thowoá [θo.woˈa].